# Троїцинський
Тро́їцинський (рос. Троицинский, марій. Тройчын) — присілок у складі Совєтського району Марій Ел, Росія. Входить до складу Кужмаринського сільського поселення.

## Населення
Населення — 36 осіб (2010; 34 у 2002).
Національний склад (станом на 2002 рік):
- марі — 100 %